# Szwiha
Die Szwiha (belarussisch Сцвіга, ukrainisch Ствига/Stwyha; russisch Ствига/Stwiga) ist ein rechter Nebenfluss des Prypjat im Norden der Ukraine und dem Süden von Belarus.

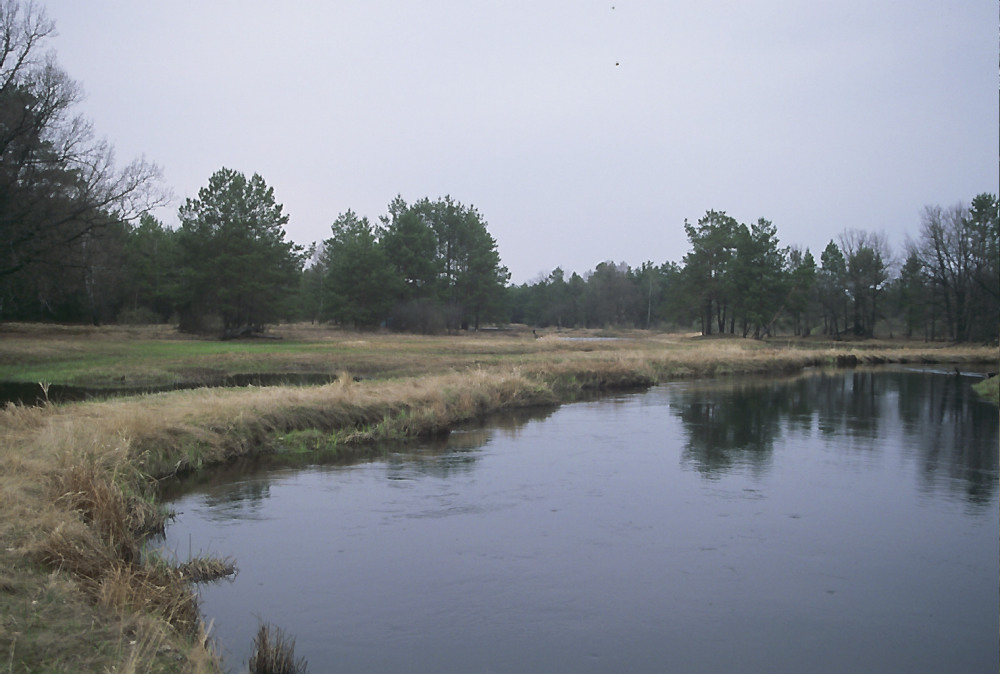
Die Stwyha in Belarus

Die Stwyha hat eine Länge von 178 km und ein Einzugsgebiet von 5300 km². Auf ihrem Lauf durch Polesien fließt sie 112 km über belarussisches und 66 km über ukrainisches Gebiet. Ihr Einzugsgebiet befindet sich mit einer Fläche von 4300 km² ebenfalls größtenteils auf dem Territorium von Belarus.
Der Fluss entspringt bei Dert (Дерть) im Rajon Rokytne der ukrainischen Oblast Riwne auf einer Höhe von 188 m, durchfließt die belarussische Breszkaja Woblasz und mündet auf einer Höhe von 120 m 2 Kilometer nördlich des Dorfes Pagost (Вёска Пагост) in der Homelskaja Woblasz von rechts in den Prypjat. Sein Gefälle beträgt 0,38 m/km, seine Breite liegt bei 20 bis 30 Meter.

## Nebenflüsse
Die wichtigsten Nebenflüsse der Stwyha sind:
Linke Zuflüsse:
- Lwa; Länge: 172 km; Einzugsgebiet: 2.400 km²
- Pererisl; Länge: 27 km; Einzugsgebiet: 169 km²

Rechte Zuflüsse:
- Plaw; Länge: 46 km; Einzugsgebiet: 419 km²
- Studenyzja; Länge: 36 km; Einzugsgebiet: 264 km²